# Блек-Пойнт-Грін-Пойнт (Каліфорнія)
Блек-Пойнт-Грін-Пойнт (англ. Black Point-Green Point) — переписна місцевість (CDP) в США, в окрузі Марін штату Каліфорнія. Населення — 1431 особа (2020).

## Географія
Блек-Пойнт-Грін-Пойнт розташований за координатами 38°6′35″ пн. ш. 122°31′15″ зх. д. / 38.10972° пн. ш. 122.52083° зх. д. (38.109585, -122.520797).  За даними Бюро перепису населення США в 2010 році переписна місцевість мала площу 6,99 км², з яких 6,96 км² — суходіл та 0,03 км² — водойми. В 2017 році площа становила 7,50 км², з яких 7,32 км² — суходіл та 0,18 км² — водойми.

## Демографія
Згідно з переписом 2010 року, у переписній місцевості мешкало 1306 осіб у 578 домогосподарствах у складі 367 родин. Густота населення становила 187 осіб/км².  Було 615 помешкань (88/км²).
Расовий склад населення:
| - 90,7 % — білих - 3,4 % — азіатів - 0,5 % — корінних американців - 0,5 % — чорних або афроамериканців - 2,1 % — осіб інших рас |

До двох чи більше рас належало 2,7 %. Частка іспаномовних становила 8,6 % від усіх жителів.
За віковим діапазоном населення розподілялося таким чином: 15,1 % — особи молодші 18 років, 62,6 % — особи у віці 18—64 років, 22,3 % — особи у віці 65 років та старші. Медіана віку мешканця становила 53,2 року. На 100 осіб жіночої статі у переписній місцевості припадало 94,6 чоловіків;  на 100 жінок у віці від 18 років та старших — 93,9 чоловіків також старших 18 років.
Середній дохід на одне домашнє господарство  становив 175 293 долари США (медіана — 126 406), а середній дохід на одну сім'ю — 183 570 доларів (медіана — 133 516). Медіана доходів становила 126 750 доларів для чоловіків та 67 188 доларів для жінок. За межею бідності перебувало 3,8 % осіб, у тому числі 2,2 % дітей у віці до 18 років та 8,9 % осіб у віці 65 років та старших.
Цивільне працевлаштоване населення становило 514 особи. Основні галузі зайнятості: науковці, спеціалісти, менеджери — 25,7 %, освіта, охорона здоров'я та соціальна допомога — 21,6 %, мистецтво, розваги та відпочинок — 8,2 %, будівництво — 7,4 %.